# Baia de Aramă
Baia de Aramă è una città della Romania di 5784 abitanti, ubicata nel distretto di Mehedinți, nella regione storica dell'Oltenia.
Fanno parte dell'area amministrativa anche le località di Bratilovu, Brebina, Dealu Mare, Mărășești, Negoești, Pistrița, Stănești e Titerlești. Il centro abitato è attraversato dal 45º parallelo, la linea equidistante fra il Polo nord e l'Equatore. 
Come suggerito dal nome stesso della città (che significa Miniera di rame), Baia de Aramă nacque come città mineraria fin dall'epoca Romana. I giacimenti vennero sfruttati a lungo, ma negli ultimi decenni l'attività mineraria è andata progressivamente scemando fino a cessare definitivamente nella seconda metà del XX secolo.
Oggi la vita economica della città si basa prevalentemente sul turismo montano: la località è infatti una meta abbastanza nota e le prospettive sono di un ulteriore sviluppo, soprattutto nel settore dell'agriturismo.